# Броска
Бро́ска (укр. Броска) — село в Сафьянской сельской общине Измаильского района Одесской области Украины.
Население по переписи 2001 года составляло 3704 человека. Почтовый индекс — 68663. Телефонный код — 4841. Занимает площадь 3,39 км². Код КОАТУУ — 5122080701.

## Население и национальный состав
По данным переписи населения Украины 2001 года распределение населения по родному языку было следующим (в % от общей численности населения):
По Бросковскому сельскому совету: украинский — 76,81 %; русский — 17,22 %; белорусский — 0,40 %; болгарский — 2,29 %; гагаузский — 0,13 %; молдавский — 2,59 %; цыганский — 0,19 %; румынский — 0,03 %.

## Местный совет
68663, Одесская обл., Измаильский р-н, с. Броска, ул. Болградская, 94

## Галерея

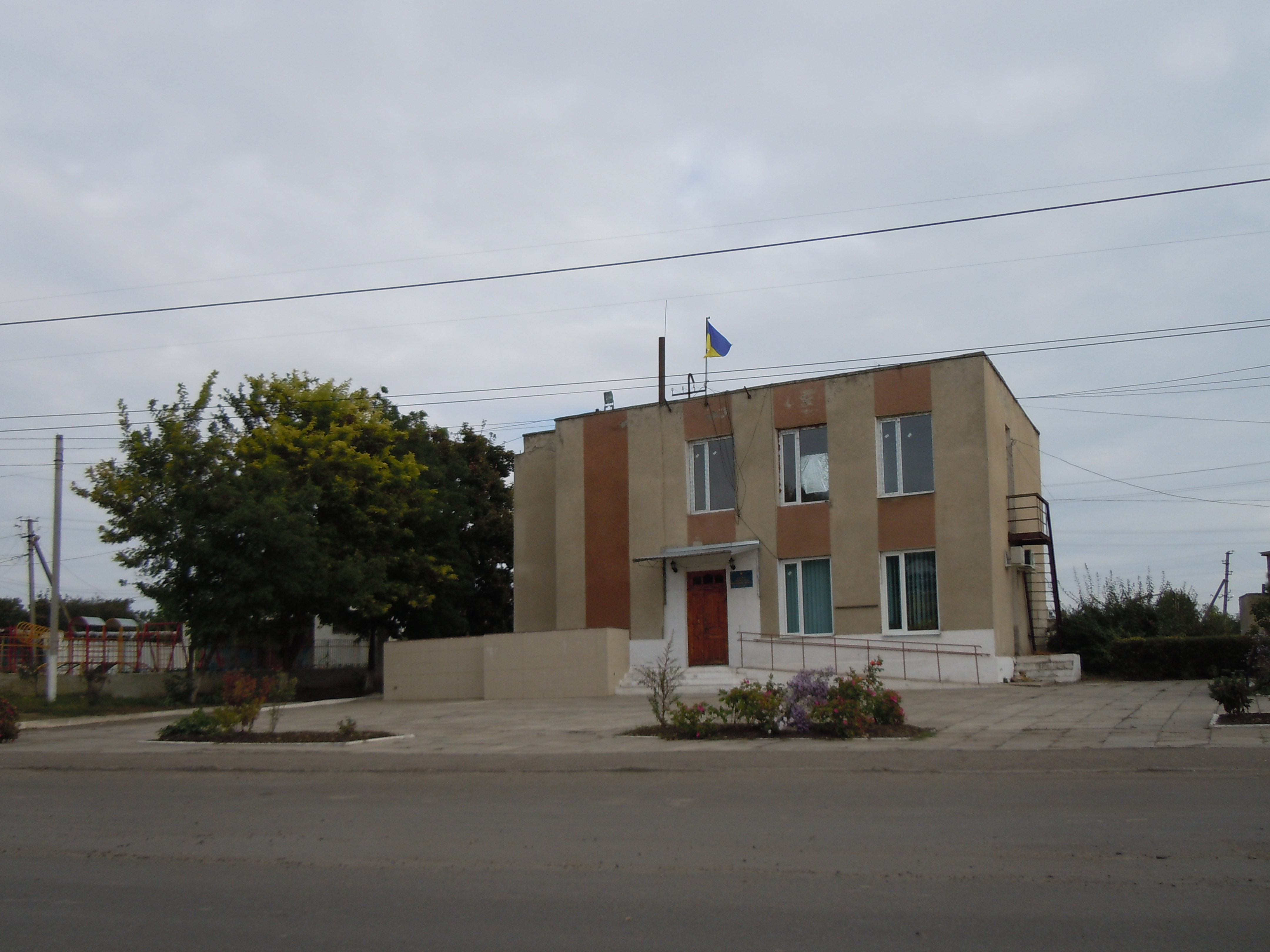
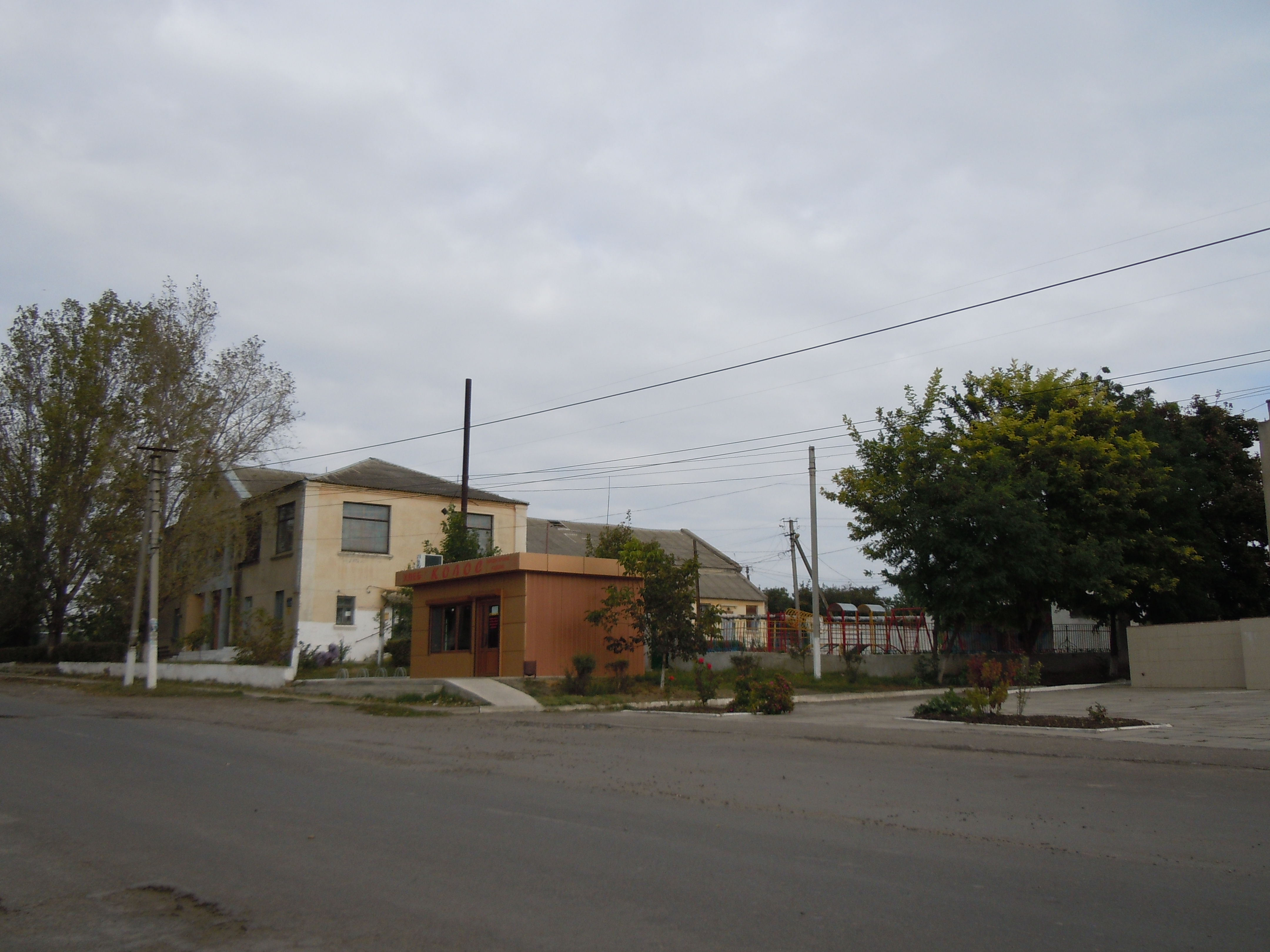
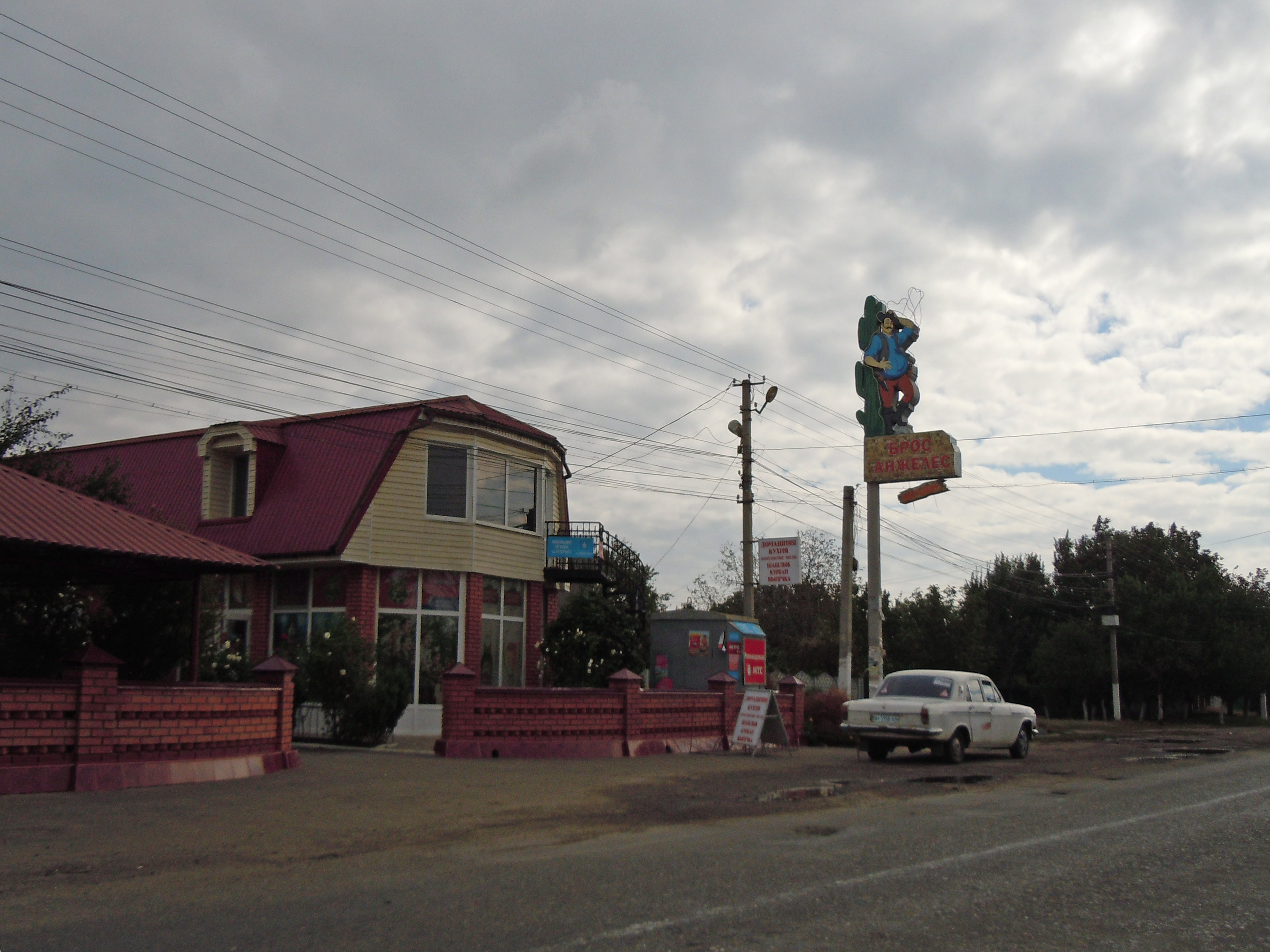